# Christian Prünte
Christian Friedrich Prünte (ur. 1959) – szwajcarski okulista; specjalista schorzeń siatkówki (retinolog); mikrochirurg witreoretinalny (szklistkowo-siatkówkowy), profesor Uniwersytetu Bazylejskiego. 

## Życiorys
Medycynę studiował w niemieckiej Rheinisch Westfälisch Technischen Hochschule (RWTH) (1978–1984, dyplom w 1985). Roczną praktykę przed dyplomem odbył w szpitalu regionalnym w szwajcarskim Interlaken (1984). Staż podyplomowy odbył w uniwersyteckiej klinice okulistycznej w Brnie (1987) oraz w Monachium (1988) u prof. Otto-Ericha Lunda. W 1989 został zatrudniony jako asystent w uniwersyteckiej klinice okulistycznej w Bazylei (terminował u prof. Josefa Flammera), gdzie z czasem awansował na pozycję kierownika ds. klinicznych (niem. Klinischer Chefarzt). Na listę okulistów izby lekarskiej Westfalen-Lippe został wpisany w 1990. W 1997 otrzymał pozycję Privatdozenta na Uniwersytecie Bazylejskim. W 2004 awansował na profesora tytularnego okulistyki tej uczelni. 
W 2003 przyznano mu członkostwo (w zakresie okulistyki; specjalność: chirurgia okulistyczna) w Federacji Lekarzy Szwajcarskich (skrót FMH, od łac. Foederatio Medicorum Helveticorum)
W pracy badawczej i klinicznej zajmuje się głównie schorzeniami siatkówki i plamki żółtej, chirurgią zaćmy oraz chirurgią witreoretinalną. Autor i współautor licznych artykułów publikowanych w wiodących recenzowanych czasopismach okulistycznych, m.in. w „Retina", „British Journal of Ophthalmology", „Acta Ophthalmologica", „American Journal of Ophthalmology", „Ophthalmology", „Journal of Glaucoma" oraz „Documenta Ophthalmologica".
Jest przewodniczącym Schweizerische Vitreo-Retinalen Gesellschaft (Szwajcarskiego Towarzystwa Witreoretinalnego) oraz członkiem szeregu innych organizacji okulistycznych, m.in. Association for Research in Vision and Ophthalmology (ARVO), American Acedemy of Ophthalmology, Macula Society, Schweizerische Ophthalmologische Gesellschaft (SOG), European Vitreoretinal Society (EVRS), Deutsche Ophthalmologische Gesellschaft (Niemieckiego Towarzystwa Okulistycznego), Österreichische Ophthalmologische Gesellschaft (Austriackiego Towarzystwa Okulistycznego), EURETINA (European Society of Retina Specialists), EVER (European Association for Vision and Eye Research), ASRS (American Society of Retina Specialists) oraz Deutsche Retinologische Gesellschaft (Niemieckiego Towarzystwa Retinologicznego).
Jest wykładowcą w Europejskiej Szkole Zaawansowanych Studiów Okulistycznych (ang. European School for Advanced Studies in Ophthalmology, ESASO) w szwajcarskim Lugano.